# Mária Anna Viktória portugál királyné
Mária Anna Viktória (ismert még portugál névváltozatán mint Marianna Viktória; Madrid, Spanyolország, 1718. március 31. – Lisszabon, Portugália, 1781. január 15.), Portugália királynéja 1750 és 1777 között I. József portugál király hitveseként, majd férje életének utolsó hónapjaiban a Portugál Birodalom régense volt. Leánya, I. Mária királynő egyik fő tanácsadójaként tevékenykedett saját, 1781-ben bekövetkezett haláláig.
Spanyol infánsnőként született mint az első Bourbon-házi spanyol király, V. Fülöp és második feleségének, Erzsébet királynénak legidősebb leánygyermeke. 1721-ben, mindössze négy éves korában jegyezték el az akkor tizenegy éves XV. Lajos francia királlyal. A Franciaországban cseperedő infánsnő jegyességét 1725-ben a francia fél felmondta, így komoly diplomáciai válság közepette visszatért szülőhazájába. Végül 1729-ben házasodott össze a portugál trónörökössel, amivel elnyerte a Brazília hercegnéje címet. Mivel csak leányokat szült, így legidősebb gyermeke, Mária, Portugália történelmének első női uralkodója lett.

## Élete

### Származása, testvérei

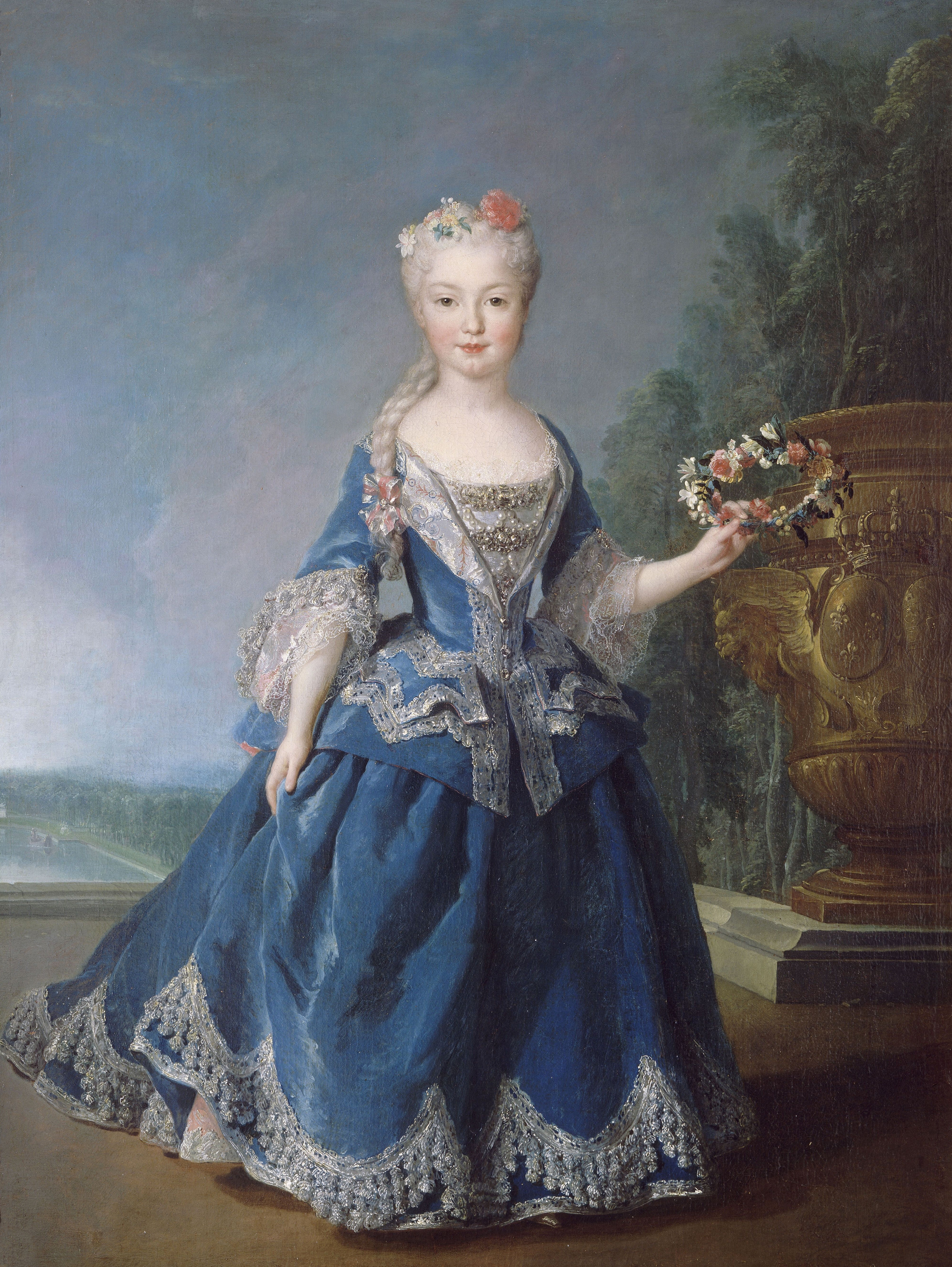
Az ifjú Mária Anna Viktória infánsnő
Alexis Simon Belle (1674–1734), 1725 körül.

Mária Anna Viktória infánsnő 1718. március 31-én született a madridi királyi palotában. Édesapja a Bourbon-házból való V. Fülöp spanyol király (1683–1746) volt, korábban Anjou hercege, Lajos francia trónörökös herceg (Louis de France, le Grand Dauphin 1661–1711) és Mária Anna Viktória Krisztina bajor hercegnő (1660–1690) fia, XIV. Lajos francia király unokája.
Édesanyja V. Fülöp második felesége, Farnese Erzsébet parmai hercegnő (1692-1766) volt, II. Eduárd (Odoardo II) parmai herceg (1666–1693) és a Wittelsbach-házból származó Dorottya Zsófia pfalz–neuburgi hercegnő (1670–1748) leánya.
Szülei házasságából hét testvér született:
- Károly (1716–1788), aki 1759-ben féltestvérének, VI. Ferdinánd királynak halála után III. Károly néven lépett a spanyol trónra.
- Ferenc (1717–1717), csecsemőként meghalt.
- Mária Anna Viktória  (1718–1781), XV. Lajos francia király menyasszonya volt, majd I. József portugál király felesége.
- Fülöp (1720–1765), aki 1748-ban I. Fülöp néven Parma hercege lett.
- Mária Terézia Antónia Rafaella (1726–1746), Lajos Ferdinánd francia trónörökös (1729–1765) első felesége.
- Lajos Antal (1727–1785), Toledo érseke.
- Mária Antonietta (1739–1785), aki 1750-ben III. Viktor Amadé savoyai herceghez (1726–1796) ment feleségül, így 1773-tól szárd–piemonti királyné lett.

Mária Anna Viktória hercegnő féltestvérei apjának első házasságából, amelyet Savoyai Mária Lujza hercegnővel (1688–1714), II. Viktor Amadé savoyai herceg leányával kötött:
- Lajos (1707–1724), aki 1724-ben apjának lemondása után I. Lajos néven trónra lépett, de hét hónapnyi uralkodás után meghalt himlőben.
- Fülöp Lajos (*/† 1709–1709), csecsemőkorban meghalt.
- Fülöp Péter Gábriel (1712–1719), gyermekkorban meghalt.
- Ferdinánd (1713–1759), aki 1746-ban, apja halála után VI. Ferdinánd néven örökölte a spanyol királyi trónt.

### Gyermek-menyasszony, a béke záloga
Mária Anna Viktória már kis gyermekkorában a dinasztikus érdekek játékszerévé vált. A spanyol örökösödési háború eredményeképpen trónra jutott új spanyol Bourbon-király – nagyra törő feleségének, Farnese Erzsébetnek, és Giulio Alberoni bíboros államminiszternek (1664–1752) ösztönzésére – 1718-ban új háborút indított a francia trón megszerzéséért, és új itáliai területek meghódításáért. 1720-ra azonban vereséget szenvedett a Anglia, Franciaország, a Német-római Birodalom és az Egyesült Holland Tartományok által alkotott négyes szövetségtől (Quadruple-Alliance). A háborút lezáró hágai békeszerződésbe belefoglalták (többek között) a két Bourbon-királyság összebékülésének szándékát.
Ennek jegyében 1721-ben „dinasztikus csereüzletre” került sor. A 3 éves Mária Anna Viktória infánsnőt eljegyezték unokafivérével, az akkor 11 éves XV. Lajos francia királlyal (1710–1774), és 1722-ben be is költöztették a versailles-i kastélyba. (A tizenéves Lajos azonban tudomást sem vett gyermek-menyasszonyáról). Ugyanekkor II. Fülöp orléans-i hercegnek, Franciaország régensének (1674-1723) 12 éves leányát, Orléans-i Lujza Erzsébet francia hercegnőt (1709–1742), aki I. Fülöp orléans-i hercegnek (1640-1701), XIV. Lajos király öccsének unokája volt, Madridba vitték, és 1722-ben feleségül adták az ekkor 15 éves Lajos infánshoz, a spanyol trónörököshöz, Mária Anna Viktória féltestvéréhez.

### Élete a francia udvarban
Édesanyja, Farnese Erzsébet királyné, aki leányában Franciaország jövendő királynéját látta, arra utasította a kislány kíséretének tagjait, hogy minél gyorsabban feledtessék el vele spanyol szülőhazáját. Mária Anna Viktória a Baszkföldön, a Bidassoa határfolyó szigetén (Île des Faisans) lépte át a francia határt, itt találkozott 12 éves vőlegényével, akinek dédapja, XIV. Lajos király 62 évvel korábban, 1660-ban ugyanitt fogadta menyasszonyát, Mária Terézia spanyol infánsnőt (1638–1683). A hosszú utazás során az önfegyelemre nevelt infánsnő türelmesen végigülte a tiszteletére rendezett díszünnepségeket. Szívébe zárta az idős Erzsébet Sarolta (Liselotte) orléans-i hercegnét (1652–1722), I. Fülöp orléans-i herceg özvegyét, a régens édesanyját. XV. Lajos azonban tüntetőleg távol tartotta magát a „babától”.
A Orléans-i Fülöp régens herceg Mária Anna Viktória nevelését a szép Marie Anne de Bourbonra (1666-1739), Conti hercegnőjére, XIV. Lajos és Louise de La Vallière hercegnő (1644–1710) egyik törvényesített leányára bízta. A hercegnő jól ismerte az udvari élet rejtelmeit, emellett barátságos, gyermekszerető személyiség volt. Az udvaroncok és az alattvalók megszerették a kislányt, akit „infáns-királynénak” (infante-reine) kezdtek nevezni. Gyakran panaszkodott királyi „vőlegényére”, akinek éretlen gúnyolódásaitól sokat szenvedett.

### Családi tűzfészkek
1723-ban elhunyt II. Fülöp orléans-i herceg, Franciaország régense. Tisztségét a főminiszter, IV. Bourbon Lajos, Condé hercege (1692–1740) vette át, aki az Orléans-i ággal rivalizáló Borbon–Condé családi ághoz tartozott. Attól tartott (némi joggal), hogy a gyenge egészségűnek tartott XV. Lajos meghalhat, még mielőtt eljegyzett menyasszonya felnőhetne annyira, hogy királynéként utódot szüljön királyának. Ha ez bekövetkezik, akkor XV. Lajos távoli unokafivére, Lajos orléans-i herceg (1703–1752) örökölte volna a trónt. Condé hercege féltékeny volt a „konkurens” Orléans-i ág hatalmára, ezért minél előbb Bourbon-trónörököst akart. 1725-ben rávette a régenstanácsot, hogy bontsa fel a király eljegyzését, és XV. Lajos vegye feleségül a nála 7 évvel idősebb Leszczyńska Mária lengyel királyi hercegnőt.
1725 áprilisában az elbocsátott Márai Anna Viktória infánsnőnek, aki ekkor 7 éves volt, haza kellett térnie Madridba. Az eljegyzés felbontását a spanyol királyi udvar súlyos inzultusnak minősítette. Még megalázóbb volt, hogy XV. Lajosnak egy hatalom és hozomány nélküli hercegnőt választottak, az elűzött lengyel király leányát, aki 22 évesen (akkoriban) már eladhatatlan vénlánynak számított. A két Bourbon-udvar viszonya megromlott, a két hatalom ismét szakított egymással. A sértett Spanyolország korábbi ellenfele, a Habsburg Birodalom felé fordult, és az 1725-ös bécsi szerződésben elismerte a Pragmatica sanctiót. A spanyol igények láttán Anglia a francia király szövetségét kereste. A Habsburgoktól támogatott Spanyolország és a franciák által segített Anglia 1727-ben tengeri háborút is vívott egymással Gibraltár birtoklásáért.

### Házassága, gyermekei
Hazatérése idején több uralkodóváltás történt. 1724 januárjában apja, V. Fülöp lemondott a trónról saját elsőszülött fiának, Lajos infánsnak, Mária Anna Viktória féltestvérének javára. Lajos király azonban 9 hónapnyi uralkodás után augusztusban meghalt himlőben,  utód hátrahagyása nélkül. Ekkor apja, V. Fülöp visszatért a trónra. A spanyol trón várományosainak sorában a hajadon Mária Anna Viktória infánsnő a negyedik helyre lépett elő.
1727-ben Portugália madridi követe, Abrantes márki házassági ajánlatot hozott, és Mária Anna Viktória infánsnőt eljegyezték József portugál infánssal, a trón várományosával. A házassági terv egy nagyobb Bragança–Bourbon dinasztikus tervbe illeszkedett, amelynek részeként Mária Anna Viktória másik féltestvérét, Ferdinánd spanyol infánst, Asztúria hercegét is összeházasították József portugál infáns legidősebb nővérével, Mária Borbála infánsnővel (1711–1758). A két esküvőt két egymást követő napon tartották.

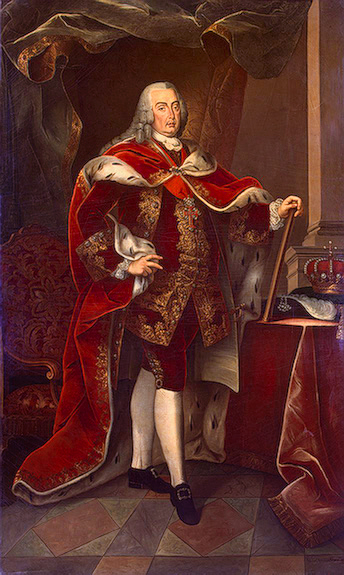
Férje, I. József portugál király
Miguel António do Amaral műve, 1773.

1729. január 19-én a portugáliai Elvasban Mária Anna Viktória infánsnő feleségül ment a Bragança-házból való József portugál infánshoz (1714–1777), V. János portugál király (1689–1750) és Mária Anna osztrák főhercegnő (1683–1754) legidősebb fiához, Brazília hercegéhez, Portugália trónörököséhez. (A rákövetkező napon, 1729. január 20-án Badajozban az asztúriai herceg, a későbbi VI. Ferdinánd spanyol király is feleségül vette Mária Borbála infánsnőt).
A portugál trónörökös feleségeként Mária Anna Viktória megkapta a Brazília hercegnéje címet. Házasságukból négy leány született:
- Mária Franciska infánsnő (María Francisca Doroteia de Portugal, 1734–1818), aki 1760-ban saját nagybátyjához, Péter portugál infánshozhoz, a jövendő III. Péter királyhoz ment feleségül, és 1777–1792 között I. Mária néven Portugália első királynőjeként uralkodott.
- Mária Anna portugál infánsnő (María Ana de Portugal, 1736–1813), nem ment férjhez, gyermektelenül halt meg.
- Dorottya Franciska infánsnő(Dorotéa Francisca de Portugal, 1739–1771), nem ment férjhez, gyermektelenül halt meg.
- Mária Benedikta infánsnő (María Benedicta de Portugal, 1746–1829), aki 1777-ben saját unokaöccséhez, József Ferenc portugál infánshoz (1761–1788) Brazília hercegéhez, III. Péter király legidősebb fiához ment feleségül, de házasságuk gyermektelen maradt.

Az elmérgesedett francia–spanyol viszony nagyon nehezen engedett fel. Mária Anna Viktória hazaküldése után 14 évet kellett várni, míg hosszú diplomáciai egyezkedés eredményeként végre családi kötelék jött létre XIV. Lajos két leszármazottja között. 1739-ben Mária Anna Viktória öccse, Fülöp infáns feleségül vette másod-unokanővérét, Lujza Erzsébet (Izabella) francia királyi hercegnőt (1727–1759), XV. Lajos francia király és Leszczyńska Mária királyné legidősebb leányát. A dinasztikus házasság célja most is a Bourbon-család két ága közötti kapcsolat megerősítése volt.
1745-ben ismét spanyol–francia dinasztikus házasság következett, ezúttal a legmagasabb szinten: Mária Anna Viktória 18 éves húgát, Mária Terézia Rafaella infánsnőt feleségül adták másod-unokafivéréhez, Lajos Ferdinánd francia királyi herceghez (1729–1765), XV. Lajos és Leszczyńska Mária egyetlen elő fiához, a Francia Királyság trónörököséhez (Dauphin de Viennois). Belőle sem lett azonban francia királyné. A következő évben, első gyermekének születésekor meghalt gyermekágyi lázban.

### Portugália királynéja
1750-ben V. János király elhunyt, a Portugál Birodalom trónját fia örökölte, I. József király néven. Mária Anna Viktória Portugália királynéjává lett. József király – ellentétben konzervatív apjával – a felvilágosodás híve volt, a kormányzást a vele azonos világnézetű politikusokra bízta. Közülük is kiemelkedett Sebastião José de Carvalho e Melo gróf, a későbbi Pombal márki, akire József a külügyek irányítását bízta.
1755-ben I. Ferenc német-római császár meghívta őket, legyenek születendő leányának keresztszülei. Az 1755. november 2-án megszületett Mária Antónia osztrák főhercegnő keresztelőjére azonban nem tudtak Bécsbe utazni, az egy nappal korábban bekövetkezett földrengés miatt, amely mintegy 100 000 áldozatot követelt, és a királyi főváros nagy részét elpusztította. A megrázó élmény a királyban súlyos klausztrofóbiát okozott, kőépületben többé nem érezte magát biztonságban. (Emiatt később az egész udvar az ajudai dombokon kiépített faszerkezetű palotákba (Real Barraca de Ajuda) költözött). A főváros újjáépítését Carvalho e Melo gróf irányította, bizonyítva kiváló szervező tehetségét. 1756-ban József őt nevezte ki főminiszterévé. A gróf számos haladó társadalmi és gazdasági reformot vezetett be, szembeszállt az egyház politikai hatalmával is, sok ellenséget szerezve ezzel önmagának és királyának. József 1769-ben Pombal első márkijává emelte.
Mivel fiúgyermekük nem született, József királynak döntenie kellett a trónutódlás kérdésében: Királyi rendelettel tegye-e lehetővé a leányági öröklést, és legidősebb leányát, Mária infánsnőt tegye meg örökösévé, vagy ragaszkodjék a férfi öröklés előírt rendjéhez, ekkor saját legidősebb élő öccse, Péter infáns (Don Pedro Clemente de Braganza) következett a sorban. A dilemmát úgy oldották fel, hogy Mária infánsnőt 1760-ban feleségül adták Péter infánshoz, ők 1777-ben együttesen örökölték a trónt.
Mária Anna Viktória önálló gondolkodású és erős akaratú asszony volt. Férje, József király gyakran vétett a házastársi hűség ellen, Mária Anna azonban nem tűrte tétlenül megaláztatásait – ahogy ezt egy királynétól elvárták – hanem nyíltan, társaság körében is férje szemére vetette annak hűtlenségét. Nagyon szerette a zenét. Bourbon őseitől a vadászat iránti szenvedélyt örökölte. A Portugáliában töltött évtizedek alatt mindvégig rendszeres levelezésben állt spanyol családtagjaival. 1758–59-ben Pombal márki leleplezett egy, a király élete ellen irányuló összeesküvést, amelynek szervezésével a Távora főnemesi családot vádolta meg, és elrendelte a család minden tagjának kivégzését. Mária Anna Viktória és legidősebb leánya, Mária, Brazília hercegnője, akik ellenszenvvel figyelték Pombal márki növekvő hatalmát, erőteljesen tiltakoztak a királynál, így legalább a nők és gyermekek életét megmentették.

### Portugália régense
1774-re József király egészsége annyira megromlott, hogy fokozatosan, majd 1776-tól teljesen át kellett adnia a kormányzást régenssé kinevezett feleségének, Mária Anna Viktóriának. A királyné nem folyt bele a nagypolitikába, szabad kezet adott Pombal márkinak, akiben elhunyt férje teljes mértékig megbízott. 1777. február 24-én a nagybeteg király elhunyt, trónját Mária Anna legidősebb leánya, I. Mária királynő, Portugália első női uralkodója örökölte. Azonnal elcsapta és házi őrizet alá vétette a gyűlölt Pombal márkit. Az özvegy anyakirályné továbbra is leányának támasza, államügyekben bizalmas tanácsadója maradt.

### Özvegységben
1777 októberében Mária Anna Viktória özvegy anyakirályné hazalátogatott szülőföldjére, ahol ekkor bátyja, III. Károly király uralkodott. Több, mint egy éven át Madridban és az aranjuezi királyi palotában lakott. Bátyja kérésére dinasztikus házasságokat készített elő saját unokái (azaz Mária portugál királynő gyermekei) és bátyjának, Károlynak gyermekei, unokái között.
Két házasságot hozott tető alá, mindkettőt 1785-ben, évekkel az ő halála után kötötték meg: 1785. április 12-én Gábriel spanyol infáns (1752–1788), III. Károly fia feleségül vette Mária Anna Viktória portugál infánsnőt (1768–1788), I. Mária királynő leányát, és 1785. május 8-án Sarolta Johanna (Carlota Joaquina) spanyol infánsnő (1775–1830), Károly spanyol infáns (a jövendő IV. Károly király) legidősebb leánya feleségül ment János portugál infánshoz (1767–1826), a jövendő VI. János portugál királyhoz, I. Mária királynő harmadik fiához.
Spanyolországi tartózkodása alatt Mária Anna Viktória anyakirályné egészsége meggyengült, 1778 augusztusában reumás fájdalmai miatt egy időre kerekes székbe kényszerült. 1778 novemberében tért vissza Portugáliába, ekkor már erős ízületi gyulladás kínozta.
1781. január 15-én hunyt el az ajudai királyi palotában, a mai Palácio Nacional da Ajuda helyén akkor állt faszerkezetű palotában  (Real Barraca de Ajuda). 62 éves volt, férjét alig 4 évvel élte túl. A lisszaboni Szent Vincent Kolostorban (Mosteiro de São Vicente de Fora) temették el, 1777-ben elhunyt férje mellé.
1816-ban dédunokája, Péter infáns, I. Péter néven Brazília első császára lett, és megalapította a brazil császári házat. Péter felesége, Mária Leopoldina osztrák főhercegnő egyenes leszármazottja volt Mária Anna Viktória királyné legidősebb bátyjának, III. Károly spanyol királynak.